# Harib al-Saadi
Harib Jamil Zaid al-Saadi (arabisch حارب جميل زايد السعدي, DMG Ḥārib Ǧamīl Zāyid as-Saʿdī; * 1. Februar 1990 in Rustaq) ist ein omanischer Fußballspieler.

## Karriere

### Klub
Er begann seine Karriere bei al-Suwaiq und wechselte von dort zur Saison 2014/15 zum Saham Club. Nach einer Saison kehrte er zu al-Suwaiq zurück und spielte dort bis Mitte Januar 2018. Danach wechselte er bis zum Ende der laufenden Spielzeit in die Vereinigten Arabischen Emirate zu al-Jazira. Zurück im Oman, schloss er sich dem Dhofar SCSC an. Seit Mitte Oktober 2021 steht er bei al-Seeb unter Vertrag.

### Nationalmannschaft
Seinen ersten Einsatz für die omanische Nationalmannschaft hatte er am 24. März 2016 bei einem 1:0-Sieg über Guam während der Qualifikation für die Weltmeisterschaft 2018 über die komplette Spielzeit. In der 51. Minute erhielt er eine gelbe Karte. In weiteren Freundschafts- als auch Qualifikationsspielen aktiv, stand er bei der Asienmeisterschaft 2019 in jeder Partie über die volle Spielzeit auf dem Platz. Auch beim FIFA-Arabien-Pokal 2021 kam er zu Einsätzen, wo er im zweiten Gruppenspiel erstmals die Kapitänsbinde trug.